# Інешть
Інешть (рум. Inești) — село у Теленештському районі Молдови. Утворює окрему комуну.

## Населення
За даними перепису населення 2004 року у селі проживали 2432 особи.
Національний склад населення села:
| Національність       | Кількість осіб | Відсоток   |
| -------------------- | -------------- | ---------- |
| молдавани румуни     | 2405 11        | 98,9% 0,5% |
| українці             | 7              | 0,3%       |
| росіяни              | 7              | 0,3%       |
| інша / без відповіді | 2              | 0,1%       |
| Всього               | 2432           | 100%       |